# Conferência Centro-Oeste da Liga Nacional de Futebol Americano de 2017
A Conferência Centro-Oeste é uma das quatro conferências da Liga Nacional de Futebol Americano de 2017. A conferência (Grupo A) possui cinco times no qual todos jogam troca todos. Os dois melhores times avançam diretamente às quartas de final dos Playoffs. Os dois se enfrentam nessa fase. O vencedor do jogo torna-se o campeão da conferência, garante vaga no Brasil Futebol Americano de 2018 e classifica-se às semifinais para enfrentar um representante da Conferência Sudeste.

## Classificação
Classificados para os Playoffs estão marcados em verde.
Grupo A
| Pos | Times               | V | E | D | PCT   | PF  | PS  | SP   |
| --- | ------------------- | - | - | - | ----- | --- | --- | ---- |
| 1   | Sorriso Hornets     | 4 | 0 | 0 | 1.000 | 172 | 13  | 159  |
| 2   | Rondonópolis Hawks  | 3 | 0 | 1 | .750  | 88  | 61  | 27   |
| 3   | Leões de Judá       | 2 | 0 | 2 | .500  | 85  | 59  | 26   |
| 4   | Brasilia Templários | 1 | 0 | 3 | .250  | 50  | 100 | -50  |
| 5   | Brasília Alligators | 0 | 0 | 4 | .000  | 20  | 182 | -162 |

### Resultados
Primeira Rodada
| 29 de julho 14:30 UTC -3 |  | Brasília Templários | 23–07 | Brasília Alligators |  | Universidade Católica de Brasília, Taguatinga-DF |  |

| 30 de julho 14:00 UTC -3 |  | Leões de Judá | 00–17 | Rondonópolis Hawks |  | Estádio Serejão, Taguatinga-DF |  |

Segunda Rodada
| 12 de agosto 18:00 UTC -4 | Relatório | Rondonópolis Hawks | 39–07 | Brasília Alligators |  | Estádio Engenheiro Luthero Lopes, Rondonópolis-MT |  |

| 20 de agosto 14:00 UTC -3 |  | Leões de Judá | 36–06 | Brasilia Templários |  | Estádio Serejão, Taguatinga-DF |  |

Terceira Rodada
| 26 de agosto 14:30 UTC -3 | Relatório | Brasília Alligators | 06–71 | Sorriso Hornets |  | Estádio Rorizão, Samambaia-DF |  |

| 2 de setembro 14:30 UTC -3 | Relatório | Brasília Templários | 21–25 | Rondonópolis Hawks |  | Universidade Católica de Brasília, Taguatinga-DF |  |

Quarta Rodada
| 17 de setembro 14:00 UTC -4 | Relatório | Rondonópolis Hawks | 07–33 | Sorriso Hornets |  | CT do União Esporte Clube, Rondonópolis-MT |  |

| 30 de setembro 17:00 UTC -4 | Relatório | Sorriso Hornets | 32–00 | Brasília Templários |  | Estádio Toca do Lobo, Sorriso-MT |  |

| 1 de outubro | W.O. | Brasília Alligators | 00–49 | Leões de Judá |  |  |  |

Quinta Rodada
| 7 de outubro 18:00 UTC -4 |  | Sorriso Hornets | 36–00 | Leões de Judá |  | Estádio Toca do Lobo, Sorriso-MT |  |